# Nancy Mitford

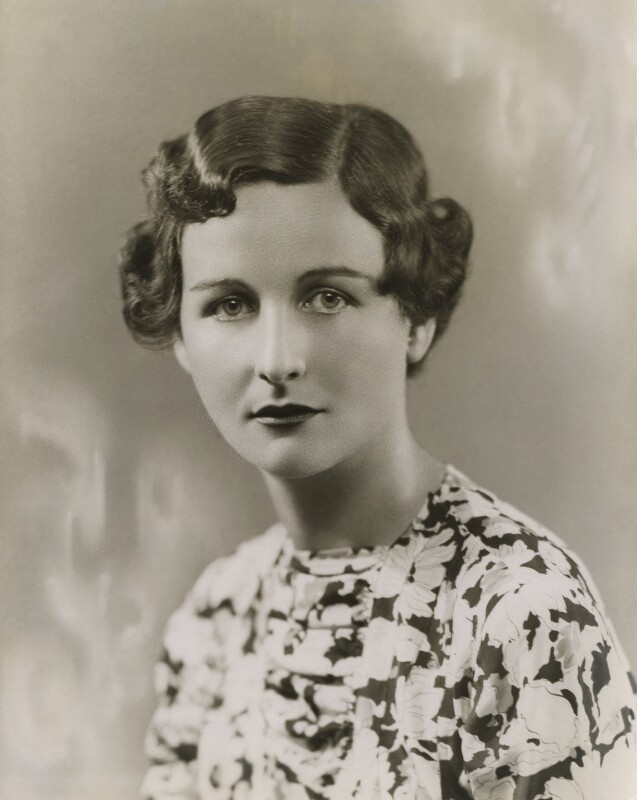
Nancy Mitford, 1932

Hon. Nancy Freeman-Mitford (* 28. November 1904 in London; † 30. Juni 1973 in Versailles) war eine Schriftstellerin und Journalistin aus der englischen Aristokratie und eine der Mitford Sisters.

## Leben
Nancy Mitford war das älteste von sieben Kindern von David Bertram Ogilvy Freeman-Mitford, 2. Baron Redesdale, und Sydney Bowles. Sie wuchs auf Landgütern im Gloucestershire und Oxfordshire auf. Ihre Geschwister sind:
1. Pamela Mitford (1907–1994), verheiratet mit Derek Ainslie Jackson.
2. Thomas Mitford (1909–1945), besuchte das Eton College, hatte eine Beziehung zu James Lees-Milne, starb während des Zweiten Weltkrieges als britischer Soldat in Burma.
3. Diana Mitford (1910–2003), die klassische Schönheit der Familie, Miss England 1932, verheiratet mit Bryan Guinness, 2. Baron Moyne und Erben des Brauerei-Imperiums; in zweiter Ehe mit dem britischen Faschistenführer Sir Oswald Mosley, 6. Baronet.
4. Unity Mitford (1914–1948), begeisterte Nationalsozialistin und berüchtigt für ihre Adolf-Hitler-Verehrung, verkehrte in seinem persönlichen Umfeld und gehörte zur High-Society des NS-Regimes. Ihr Vater sah sich genötigt, gegenüber der britischen Presse eine bevorstehende Verlobung seiner Tochter mit Herrn Hitler zu dementieren. Als Großbritannien 1939 Nazi-Deutschland den Krieg erklärte, versuchte sie, Selbstmord zu begehen.
5. Jessica Mitford (1917–1996), Schriftstellerin und die einzige Kommunistin in der Familie, verheiratet zunächst mit Esmond Romilly, einem Neffen von Winston Churchill, den sie während des Spanischen Bürgerkrieges in Spanien heiratete, und dann mit Robert Treuhaft, beide Anti-Faschisten.
6. Deborah Mitford (1920–2014), Schriftstellerin, verheiratet mit Andrew Cavendish, 11. Duke of Devonshire, dessen älterer Bruder William Ehemann von Kathleen Cavendish, Schwester des US-Präsidenten John F. Kennedy, war.

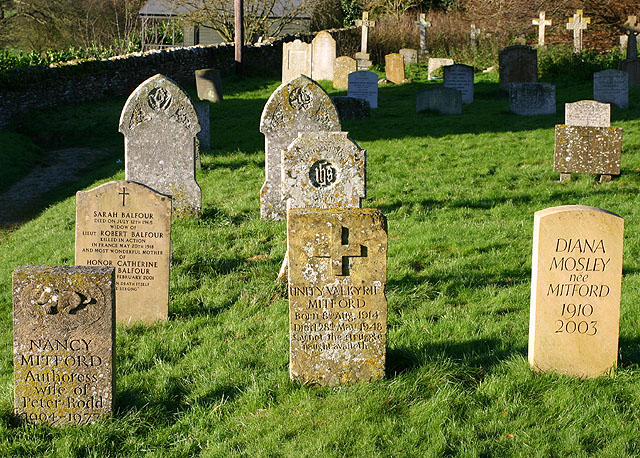
Grab der Schwestern auf dem Friedhof in Swinbrook (Oxfordshire)

Laut dem mit ihr befreundeten Schriftsteller Evelyn Waugh soll sich ihre formale Schulbildung im Wesentlichen auf Unterricht in Französisch und Reiten beschränkt haben. Kurzzeitig war sie an der Slade School of Fine Art eingeschrieben, wo man ihr mitteilte, dass sie über keinerlei künstlerisches Talent verfügte. Nancy Mitford heiratete 1933 den, laut ihrer Biographin, „extrem gutaussehenden“ und nach Links tendierenden Hon. Peter Murray Rennell Rodd (1904–1968), jüngster Sohn des 1. Baron Rennell, eines Diplomaten. Das Ehepaar lebte zeitweise zusammen in Frankreich, wo sich Rodd für Flüchtlinge des Spanischen Bürgerkriegs engagierte, aber auch viel trank und sexuelle Beziehungen mit anderen Frauen einging. In den 1930er Jahren liebäugelte Nancy Mitford während einer kurzen Zeit mit dem Faschismus, entschied sich dann aber für einen „rosaroten Sozialismus“, wie ihre Biographin es ausdrückt. Schon vor dem Zweiten Weltkrieg lebte sie von ihrem Mann getrennt, um schließlich kinderlos 1957 geschieden zu werden, nachdem Rodd endlich in eine Scheidung eingewilligt hatte. 
Im London des Zweiten Weltkriegs lernte sie den französischen Politiker Gaston Palewski (1901–1984) kennen, einen engen Mitarbeiter von Charles de Gaulle, der nach der Kapitulation Frankreichs aus dem Londoner Exil den Widerstand des „Freien Frankreich“ gegen die deutsche Besetzung zu organisieren versuchte. Sie wurde seine heimliche, gleichsam auf Abruf bereitstehende, Geliebte, bis dieser den Entschluss fasste, eine andere Frau zu heiraten. Unklar bleibt, in welchem Umfang sie an Aktivitäten der britischen Spionageabwehr beteiligt war. 1967 zog sie in ein kleines Haus in Versailles. Die letzten drei Jahre ihres Lebens litt sie an der Hodgkinschen Krankheit und an der Gefühlskälte ihres früheren Geliebten Gaston Palewski.
Als Autorin schrieb sie historische Biographien und erfolgreiche Romane; in Deutschland bekannt wurden die vier nach dem Zweiten Weltkrieg veröffentlichten Titel Englische Liebschaften (1945), Liebe unter kaltem Himmel (1949), Ein Segen für die Liebe (1951) und Die Frau des Botschafters (1960), allesamt stark autobiographisch. Der Übersetzer dieser Romane ins Deutsche war Reinhard Kaiser. Zudem schrieb sie als Journalistin über die ihr wohlvertraute Welt des britischen Adels.

## Rezeption
Jessica Fellowes veröffentlichte 2017 den Kriminalroman The Mitford Murders. Protagonistin ist die junge Louisa, die als Nanny für die Mitford-Kinder angestellt wird, das Vertrauen der 16-jährigen Nancy Mitford erlangt und mit deren Hilfe den Mord an einer Krankenschwester untersucht.

## Werke (Auswahl)
- 1931: Highland Fling
- 1932: Christmas Pudding
- 1935: Wigs on the Green
  - Landpartie mit drei Damen. Roman, aus dem Englischen von Matthias Fienbork. Mit einem Nachwort von Charlotte Mosley, München: Graf 2011 ISBN 978-3-86220-014-6
- 1940: Pigeon Pie
- 1945: The Pursuit of Love[1]
  - Englische Liebschaften. Roman, Nördlingen: Greno 1988, Reihe Die Andere Bibliothek. 347 S. mit 16 sw. Photographien. Im Dossier am Ende des Buches findet man von David Pryce-Jones einen Beitrag mit dem Titel: Die Mitfords, Ein Familienroman aus der englischen Aristokratie, anschließend noch Bio- und Bibliographisches zur Autorin
- 1949: Love in a Cold Climate
  - Liebe eisgekühlt. Roman, Hamburg: Rowohlt 1953
  - Liebe unter kaltem Himmel. Roman, Frankfurt: Eichborn 1990, Reihe Die Andere Bibliothek, und München : Graf 2013
- 1951: The Blessing
  - Ein Segen für die Liebe. Roman, Frankfurt: Eichborn 1991
- 1954: Madame de Pompadour (Biographie)
- 1956: Noblesse Oblige: an Inquiry into the Identifiable Characteristics of the English Aristocracy
  - Noblesse Oblige. Böse Gedanken einer englischen Lady, dargeboten (mit Dossier und Nachwort) von R.K. Frankfurt: Eichborn 1995
- 1957: Voltaire in Love
- 1960: Don't Tell Alfred
  - Die Frau des Botschafters. Frankfurt: Eichborn 1993
- 1962: The Water Beetle
- 1966: The Sun King
- 1970: Frederick the Great (Biographie)